# Julián Bartolo
Julián Bartolo (Quilmes, 15 aprile 1996) è un calciatore argentino, centrocampista dell'Asteras Tripolīs.

## Caratteristiche tecniche
È un esterno sinistro.

## Carriera
Cresciuto nel settore giovanile del Lanús, nel 2017 si trasferisce al San Miguel in Primera B Metropolitana; debutta il 26 settembre in occasione dell'incontro vinto 2-0 contro il Villa San Carlos e il 5 dicembre seguente realizza la sua prima rete, contro il Fénix. Al termine della stagione si trasferisce al Guillermo Brown in Primera B Nacional, dove viene impiegato in 15 incontri; nel luglio 2019 torna in terza divisione, firmando con l'Acassuso.
Il 7 agosto 2020 approda in Europa trasferendosi a titolo definitivo al Volo.

## Statistiche
Statistiche aggiornate al 3 aprile 2021.

### Presenze e reti nei club
| Stagione        | Squadra         | Campionato      | Campionato | Campionato | Coppe nazionali | Coppe nazionali | Coppe nazionali | Coppe continentali | Coppe continentali | Coppe continentali | Altre coppe | Altre coppe | Altre coppe | Totale | Totale | Totale |
| Stagione        | Squadra         | Comp            | Pres       | Reti       | Comp            | Pres            | Reti            | Comp               | Pres               | Reti               | Comp        | Pres        | Reti        | Pres   | Reti   |        |
| --------------- | --------------- | --------------- | ---------- | ---------- | --------------- | --------------- | --------------- | ------------------ | ------------------ | ------------------ | ----------- | ----------- | ----------- | ------ | ------ | ------ |
| 2017-2018       | San Miguel      | PBM             | 19         | 1          | CA              | 0               | 0               |                    | -                  | -                  |             | -           | -           | 19     | 1      |        |
| 2018-2019       | Guillermo Brown | PN              | 15         | 0          | CA              | 0               | 0               |                    | -                  | -                  |             | -           | -           | 15     | 0      |        |
| 2019-2020       | Acassuso        | PBM             | 23         | 7          | CA              | 0               | 0               |                    | -                  | -                  |             | -           | -           | 23     | 7      |        |
| 2020-2021       | Volo            | SL              | 25         | 2          | CG              | 4               | 0               |                    | -                  | -                  |             | -           | -           | 29     | 2      |        |
| Totale carriera | Totale carriera | Totale carriera | 82         | 10         |                 | 4               | 0               |                    | -                  | -                  |             | -           | -           | 86     | 10     |        |